# Tony Rolt
Pour les articles homonymes, voir Rolt.

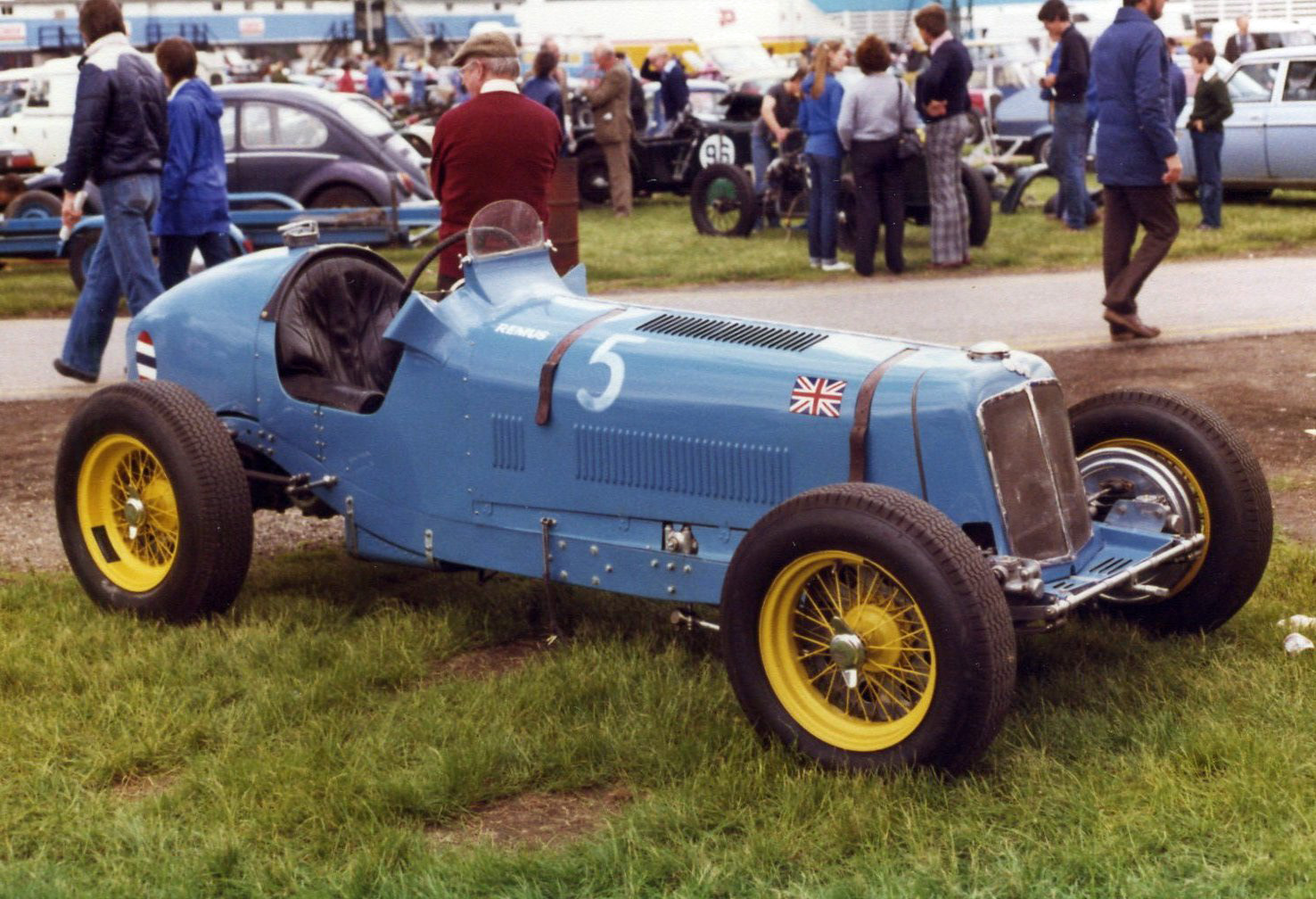
L'ERA R5B dite "Remus" du Prince Bira, que Rolt eut l'occasion de racheter puis conduire, en 1938.

Anthony Peter Roylance Rolt, né le 16 octobre 1918 à Bordon, Angleterre et mort le 6 février 2008 à Warwick, est un pilote automobile britannique.

## Biographie
Venu très tôt au sport automobile, en 1936 aux 24 Heures de Spa sur Triumph Gloria Vitesse, Tony Rolt n'a que 20 ans lorsqu'il remporte sa première victoire majeure, le British Empire Trophy de Donington, au volant d'une ERA-B en 1939. Sa prometteuse carrière est brutalement stoppée par le déclenchement de la Seconde Guerre mondiale. 
Lieutenant au sein de la Rifle Brigade, il est envoyé en France au printemps 1940 pour tenter d'endiguer l'avancée des troupes allemandes. Capturé en mai à Calais, juste avant la bataille de Dunkerque, il passe par divers camps de prisonniers où il se fait remarquer pour ses nombreuses tentatives d'évasion, ce qui lui vaut d'être transféré en 1943 à l'Oflag IV-C, au château de Colditz, une forteresse réputée pour être peu propice aux évasions. Tony Rolt s'y distingue en étant impliqué dans un célèbre et audacieux projet d'évasion par planeur.
Après la guerre, Tony Rolt reprend sa carrière de pilote, qui culmine avec trois apparitions en championnat du monde de Formule 1 (notamment lors de la manche inaugurale) et, surtout, avec sa victoire aux 24 heures du Mans 1953 au volant d'une Jaguar. La voiture de l'équipage Tony Rolt-Duncan Hamilton avait pourtant été disqualifiée à l'issue des vérifications techniques la veille de la course et il fallut toute la compétence des juristes de Jaguar pour obtenir des organisateurs qu'ils l'acceptent au départ. Une légende raconte que, déçus de leur disqualification, Rolt et Hamilton ont passé la nuit du vendredi au samedi à noyer leur chagrin dans les bars du Mans. Cette version a été à de nombreuses reprises démentie par les intéressés qui ont toutefois reconnu être resté éveillés une bonne partie de la nuit, dans l'attente du verdict des commissaires.
Rolt délaisse le pilotage à la fin de la saison 1955 pour se concentrer à la conception de voitures à 4 roues motrices. Avec le soutien financier de l'industriel Harry Ferguson, ses efforts aboutissent et connaissent même une consécration sportive avec le succès de Stirling Moss sur une Ferguson P99 à l'International Gold Cup d Oulton Park, une épreuve de Formule 1 hors-championnat ; il s'agit de l'unique succès d'une telle monoplace en Formule 1.

## Divers
À la mort d'Emmanuel de Graffenried le 22 janvier 2007, Tony Rolt devenait le dernier pilote encore en vie à avoir participé à l'épreuve inaugurale du championnat du monde de Formule 1, le 13 mai 1950 à Silverstone. Absent de la grille de départ, Rolt avait relayé au bout de quelques tours son compatriote Peter Walker.

## Résultats en championnat du monde de Formule 1
| Saison | Écurie                 | Châssis                      | Moteur           | Pneus  | GP disputés | Points inscrits | Classement |
| ------ | ---------------------- | ---------------------------- | ---------------- | ------ | ----------- | --------------- | ---------- |
| 1950   | Privé                  | English Racing Automobiles E | ERA l6 compressé | Dunlop | 1           | 0               | Nc.        |
| 1953   | RRC Walker Racing Team | Connaught A                  | Lea Francis l4   | Dunlop | 1           | 0               | Nc.        |
| 1955   | RRC Walker Racing Team | Connaught B                  | Alta l4          | Dunlop | 1           | 0               | Nc.        |

## Résultats aux 24 Heures du Mans
| Année | Voiture                 | Équipe                      | Équipier        | Résultat  |
| ----- | ----------------------- | --------------------------- | --------------- | --------- |
| 1949  | Delahaye 135CS          | R.R.C. Walker Racing Team   | Guy Jason-Henry | Abandon   |
| 1950  | Nash-Healey E           | Healey Motors Ltd.          | Duncan Hamilton | 4e        |
| 1951  | Nash-Healey Sport Coup2 | Donald Healey Motor Company | Duncan Hamilton | 6e        |
| 1952  | Jaguar C-Type           | Jaguar Ltd.                 | Duncan Hamilton | Abandon   |
| 1953  | Jaguar C-Type           | Jaguar Cars Ltd.            | Duncan Hamilton | Vainqueur |
| 1954  | Jaguar D-Type           | Jaguar Cars Ltd.            | Duncan Hamilton | 2e        |
| 1955  | Jaguar D-Type           | Jaguar Cars Ltd.            | Duncan Hamilton | Abandon   |

## Victoires en Formule libre
- British Empire Trophy: 1939;
- Goodwood International (seconde course): 1949;
- National Goodwood: 1952;
- National Thruxton: 1953.